# Bundesautobahn 999

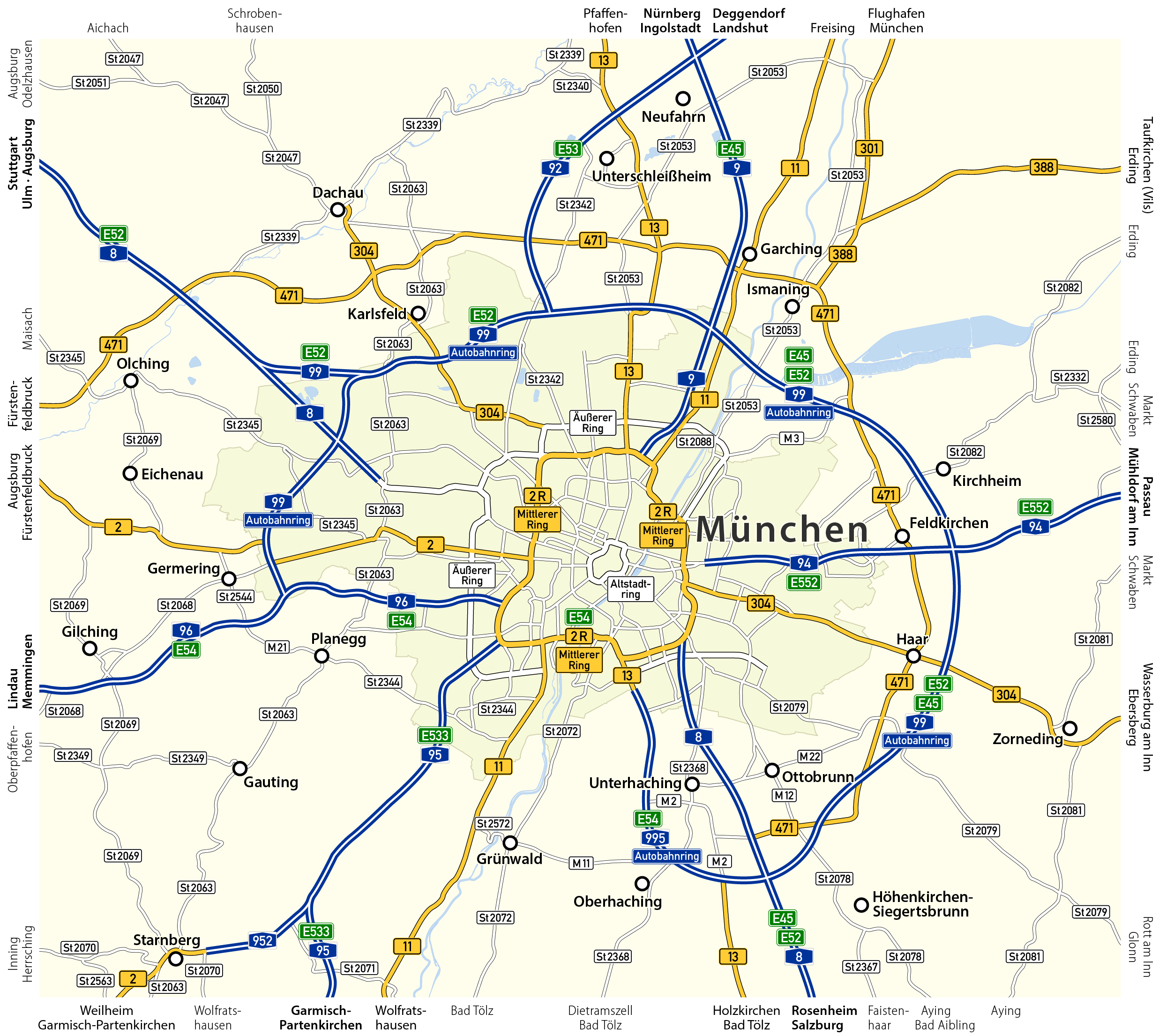
A A99 (em azul) e o percurso do projeto A999 (em branco), hoje a Bundesstraße 2 R

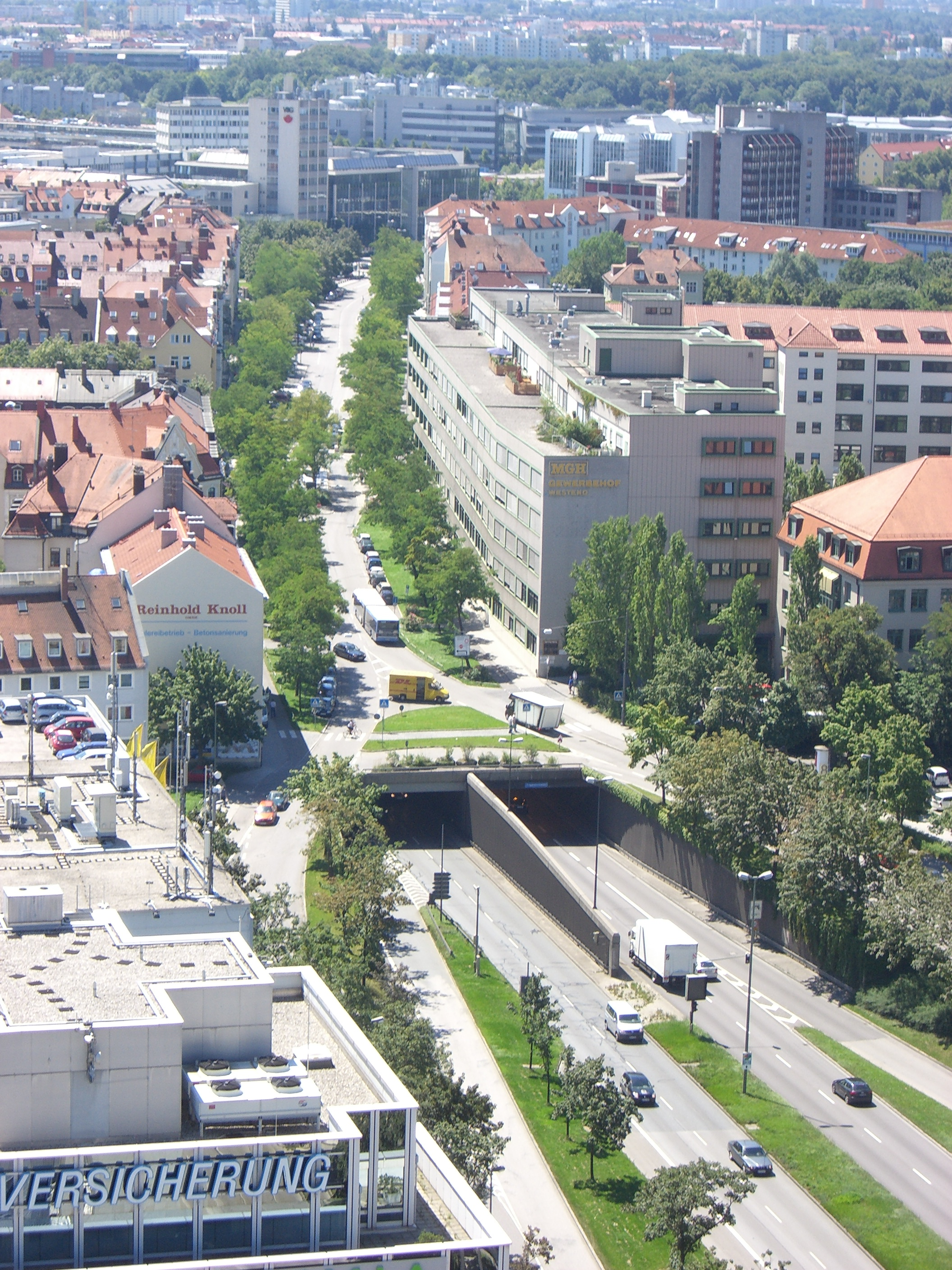
A Bundesstraße 2 R e o túnel Trappentreu

A Bundesautobahn 999 (em português: "Auto-estrada Federal 999"), ou A 999, foi um projeto de construção de uma autobahn (auto-estrada), planejado como a segunda estrada de anel periférico interno na cidade da Alemanha, Munique. O projeto visava, entre outros, suportar o trânsito da Bundesautobahn 99 (anel periférico externo da cidade). Hoje, a via expressa Bundesstraße 2 R (ou Mittlerer Ring) desempenha a tarefa da A 999, sendo o ponto de partida de cinco auto-estradas.